# تبدیل فوریه کسری
تبدیل فوریه کسری (به انگلیسی: Fractional Fourier transform) که با مخفف FRFT شناخته می‌شود، خانواده‌ای از تبدیل‌های خطی است که از تبدیل فوریه مشتق می‌شوند و در شاخهٔ تحلیل هارمونیک در ریاضیات مورد استفاده قرار می‌گیرند. تبدیل فوریه کسری را می‌توان به صورت توان {\displaystyle n}ام تبدیل فوریه (که در آن {\displaystyle n} عدد صحیح است) تعریف کرد؛ بنابراین این تبدیل می‌تواند یک تابع را به هر دامنه‌ای در بین زمان و فرکانس نگاشت کند. این تبدیل در مسائل مختلفی از جمله طراحی فیلتر، پردازش سیگنال، حل مسئله فاز و بازشناخت الگو کاربرد دارد.
تبدیل FRFT می‌تواند برای به‌دست آوردن نسخهٔ کسری کانولوشن، ضریب همبستگی و دیگر عملگرها مورد استفاده قرار گیرد. این تبدیل برای اولین بار توسط ادوارد کندن با حل مسئلهٔ تابع گرین برای دوران فاز-زمان و همچنین توسط نامیاس و نوربرت وینر که بر روی مسئله چندجمله‌ای هرمایت کار می‌کردند، مطرح شد. با این حال این تبدیل تا سال ۱۹۹۳ که توسط چندین گروه مجدداً معرفی شد، استفاده‌ای در پردازش سیگنال نداشت. از آن زمان به بعد علاقهٔ فراوانی به گسترش قضیهٔ نمونه‌برداری شانون توسط این تبدیل برای سیگنال‌هایی که در دامنه کسری فوریه محدوداند، نشان داده شده است.

## تعریف
برای هر عدد حقیقی، تبدیل فوریه کسری با زاویه {\displaystyle \alpha } برای تابع {\displaystyle f} که با {\displaystyle {\mathcal {F}}_{\alpha }(u)} نشان داده می‌شود، به صورت زیر تعریف می‌گردد:
{\displaystyle {\mathcal {F}}_{\alpha }[f](u)={\sqrt {1-i\cot(\alpha )}}e^{i\pi \cot(\alpha )u^{2}}\int _{-\infty }^{\infty }e^{-i2\pi (\csc(\alpha )ux-{\frac {\cot(\alpha )}{2}}x^{2})}f(x)\,\mathrm {d} x}
( عبارت زیر رادیکال به گونه‌ای تعریف می‌شود که در بازهٔ {\displaystyle [-\pi /2,\pi /2]} قرار بگیرد)
در صورتی که زاویهٔ {\displaystyle \alpha } مضرب صحیحی از عدد {\displaystyle \pi } باشد، تابع‌های کتانژانت و کسکانت در فرمول بالا واگرا خواهند شد. با این حال این مشکل با قرار دادن حد تابع که تابع زیر انتگرال را به یک تابع دلتای دیراک تبدیل می‌کند، حل خواهد شد.